# Pavel Volea
Pavel Alekseevici Volea (rusă Денис Добровольский, n. 14 martie 1979, Penza) este un artist de estradă, prezentator de televiziune, actor rus, participant la proiectul de televiziune Comedy Club.
Până la Comedy Club a fost participant KVN. El a lansat albemele rap „Respect и Уважуха” și „Чудеса случаются”.